# 杜克利亚
杜克利亚（羅馬化：Diokleia），又译杜克里亚，是一个中世纪南斯拉夫人国家，大致位于今黑山东南部，从西部的科托尔湾延伸至东部的布纳河，并北抵泽塔河和莫拉查河的源头。
关于杜克利亚的记载最早见于10世纪和11世纪的拜占庭编年史。997年—1018年间，它是保加利亚帝国的附庸，随后归属于拜占庭帝国，直到1040年在斯特凡·沃伊斯拉夫（活跃于1034年—1043年）领导的起义中实现独立。沃伊斯拉夫攻占了早期塞尔维亚公国的部分领地，并建立了沃伊斯拉夫列维奇王朝。
1043年—1080年，在米哈伊洛·沃伊斯拉夫列维奇（1050年—1081年在位）及其子康斯坦丁·博丁（1081年—1101年在位）的统治下，杜克利亚达到鼎盛。米哈伊洛在离开拜占庭阵营、支持巴尔干地区的一场起义（其子博丁在其中发挥了关键作用）后，被教皇授予“斯拉夫人的国王”的名义头衔。
在此期间，杜克利亚吞并了塞尔维亚腹地（称为塞尔维亚大公国，后人有时也称之为拉什卡），并在那里扶植了附庸统治者。这一沿海公国一度成为最强大的塞尔维亚国家，其统治者使用了“塞尔维亚亲王”“塞尔维亚人的亲王”等称号。
然而，这种崛起并未持久。博丁败于拜占庭人并被囚禁，权力受到削弱。他的亲属、附庸武官在拉什卡走向独立，并持续与拜占庭作战，而杜克利亚则陷入内战。
1113年—1149年，杜克利亚成为塞尔维亚与拜占庭冲突的焦点，沃伊斯拉夫列维奇家族的成员作为双方傀儡为争夺权力而自相残杀。
此后，杜克利亚被纳入由武坎诺维奇王朝统治的塞尔维亚大公国，成为其王冠领地，并开始被称为“泽塔”。这一地位持续到14世纪塞尔维亚帝国灭亡为止。